# Gelterfingen
Gelterfingen (toponimo tedesco) è una frazione di 286 abitanti del comune svizzero di Kirchdorf, nel Canton Berna (regione di Berna-Altipiano svizzero, circondario di Berna-Altipiano svizzero).

## Storia

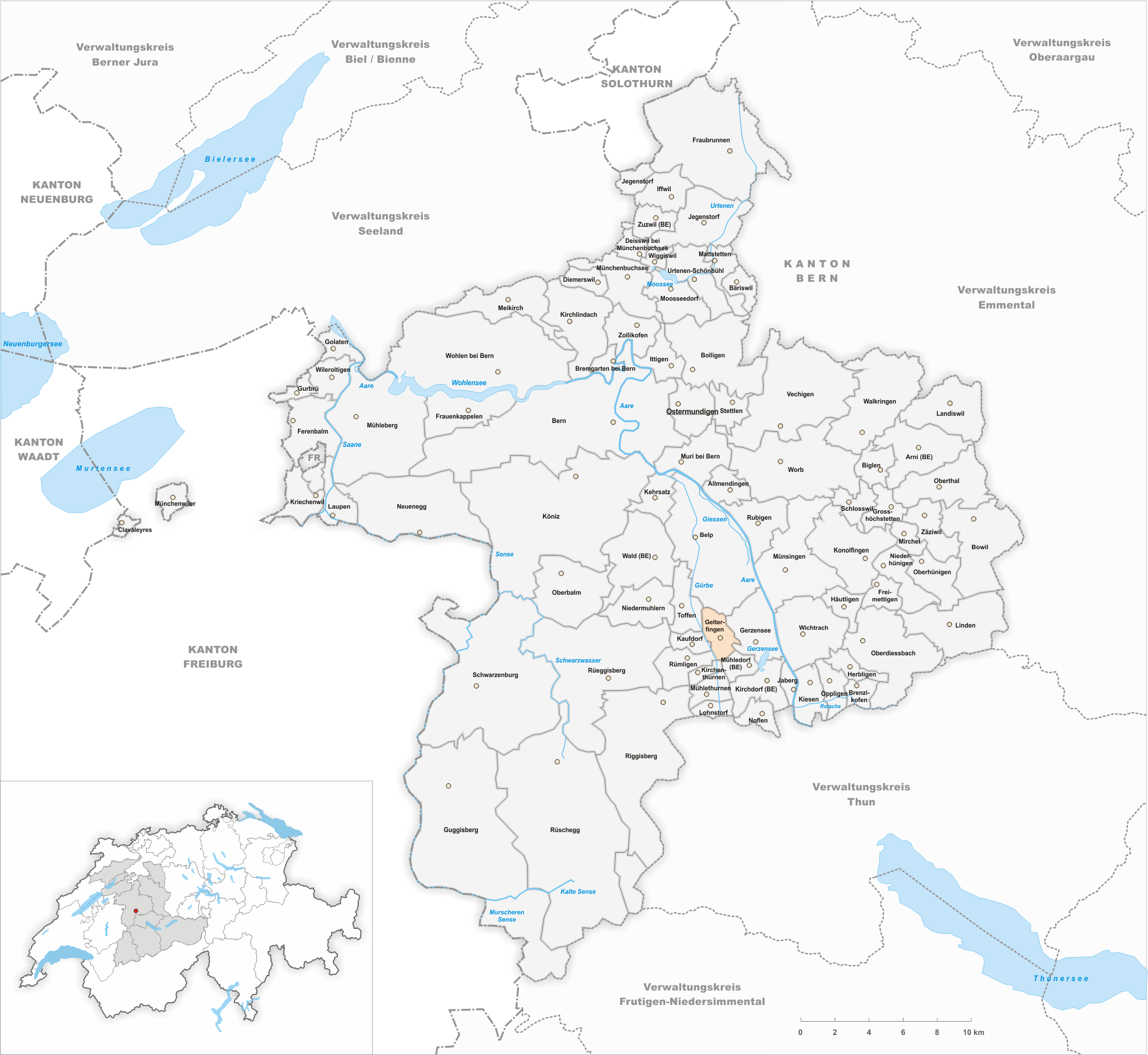
Il territorio del comune di Gelterfingen prima degli accorpamenti comunali del 2018

Già comune autonomo che si estendeva per 3,5 km² e che comprendeva anche le frazioni di Kramburg ed Eggenhorn, il 1º gennaio 2018 è stato accorpato a Kirchdorf assieme agli altri comuni soppressi di Mühledorf e Noflen.

## Società

### Evoluzione demografica
L'evoluzione demografica è riportata nella seguente tabella:
Abitanti censiti

## Amministrazione
Ogni famiglia originaria del luogo fa parte del cosiddetto comune patriziale e ha la responsabilità della manutenzione di ogni bene ricadente all'interno dei confini del comune.